# Motreff
Motreff [mɔtʁɛf] est une commune du département du Finistère, dans la région Bretagne, en France.

## Géographie

### Localisation
Motreff est située dans le centre-ouest de la Bretagne, dans l'est du département du Finistère, à la limite de ceux du Morbihan et des Côtes-d'Armor et au sud de Carhaix. 

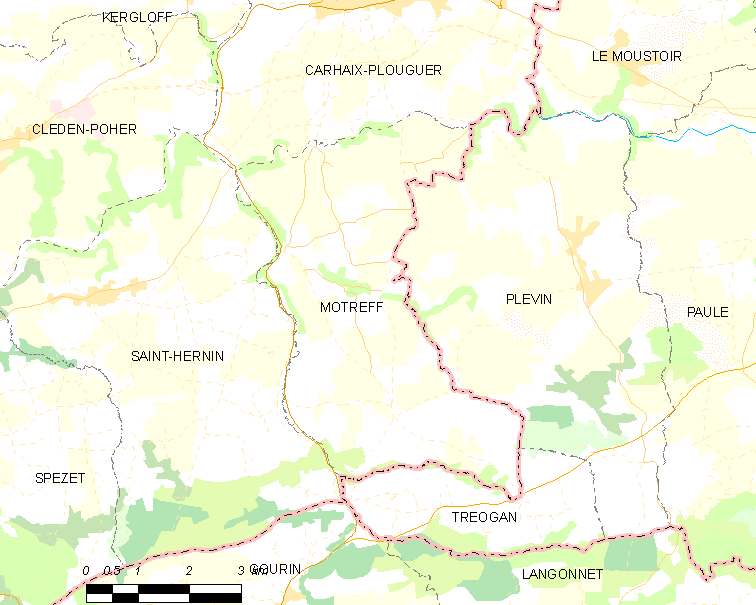
Carte en couleurs de la commune de Motreff et des communes voisines.

|              | Carhaix-Plouguer      |                      |
| Saint-Hernin | Motreff               | Plévin Côtes-d'Armor |
|              | Tréogan Côtes-d'Armor |                      |

### Paysage et relief
Dans sa partie sud, la commune est traversée par une ligne de hauteurs appalachiennes qui constitue le prolongement oriental des montagnes Noires, qui culminent à 229 mètres entre un lieu-dit au toponyme révélateur, « La Montagne », et le bourg, situé sur le versant nord, vers 200 mètres d'altitude. Le point le plus bas (76 mètres d'altitude) se trouve dans l'angle nord-ouest du territoire communal, au niveau du lieu-dit « Port de Carhaix », à la confluence du ruisseau de Goarangeg avec un petit ruisseau affluent dont le tracé a été utilisé par le canal de Nantes à Brest. La commune de Motreff a un paysage traditionnel de bocage avec un habitat dispersé en hameaux et fermes isolées.
| - Carte topographique de la commune de Motreff. |

### Transports

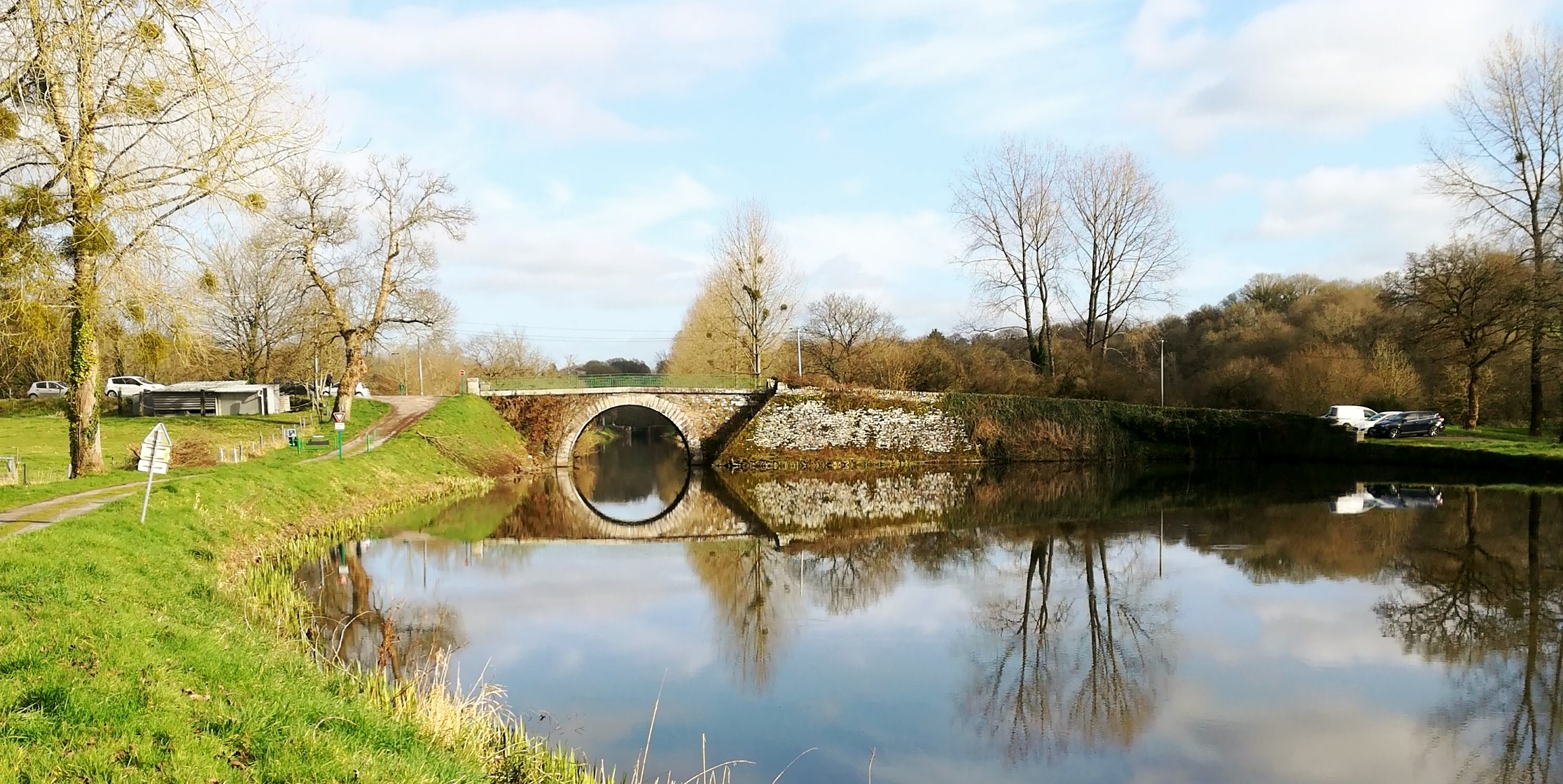
Effet miroir de l'eau au niveau du pont de la route allant de Carhaix à Motreff, au sud de Kergaled Bihan, franchissant le canal de Nantes à Brest entre l'écluse n°200 (Pont ar Bros) et l'écluse n°199 (l'Île).

Le bourg de Motreff est à l'écart des grandes voies de circulation, mais le territoire communal est longé au nord par le canal de Nantes à Brest, de nos jours désaffecté, et fut desservi par une voie ferrée du réseau breton à voie étroite, la Ligne de Carhaix à Rosporden, dont le tracé empruntait la vallée du Goarangeg ; la commune était desservie par une gare, qui a provoqué la naissance d'un hameau assez important (lieu-dit "La Gare de Motreff") ; c'est désormais la voie verte no 8 dont le tracé va de Roscoff jusqu'à Concarneau en passant par Carhaix et Gourin. Le tracé du sentier de grande randonnée GR 37 l'emprunte partiellement à hauteur de la commune de Motreff.
La partie ouest du territoire communal est aussi traversée par la D 769, ancienne Route nationale 169, qui est désormais un tronçon de l'axe à grande circulation allant de Lorient à Roscoff via Gourin, Carhaix et Morlaix, dont le tracé a été modernisé dans le cadre du Plan routier breton et est très partiellement à quatre voies.

### Hydrographie
Pour un article plus général, voir Réseau hydrographique du Finistère.

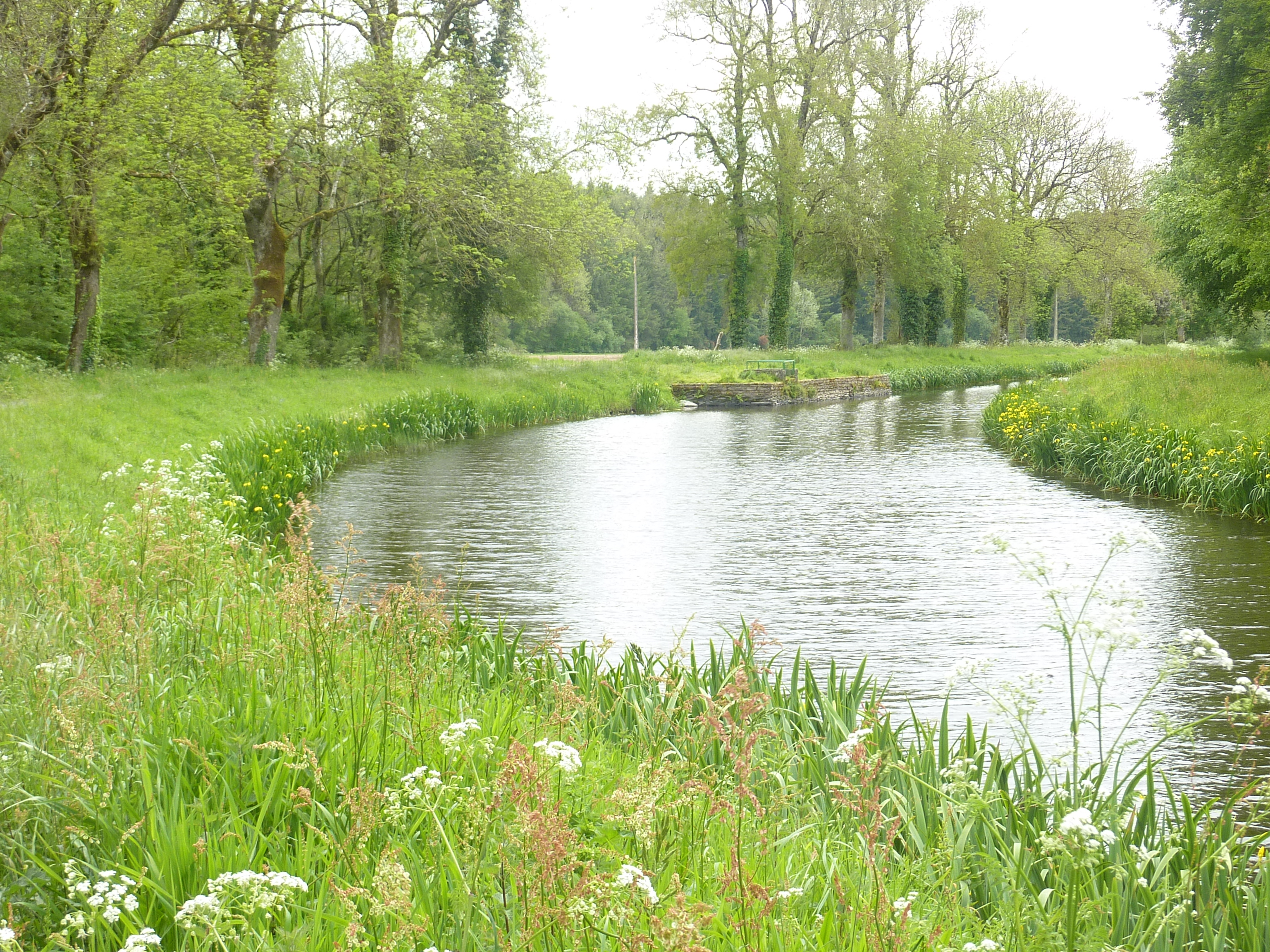
Le Canal de Nantes à Brest à la limite des communes de Carhaix et Motreff, à hauteur de Tréveller Vihan

La commune est située dans le bassin Loire-Bretagne. Elle est drainée par le canal de Nantes à Brest, le Goaranvec, le ruisseau du Moulin de kervern, le Sterlenn, le ruisseau de Saint-gonogan et  divers autres petits cours d'eau,. La commune est délimitée au nord par le ruisseau de Kergoat (lequel a presque totalement disparu, son tracé étant repris par le canal de Nantes à Brest, de nos jours désaffecté ; seul en subsiste un méandre au lieu-dit L'Île, situé sur le territoire de la commune de Carhaix, au niveau de l'écluse n° 199), à l'ouest par le ruisseau de Goarangeg, affluent de rive gauche de l'Hyères et sous-affluent de l'Aulne, au sud par le ruisseau de Saint-Conogan, affluent de rive droite du ruisseau de Goarangeg. Le finage communal est traversé approximativement en son milieu par la vallée du ruisseau de Sterlenn, lui aussi affluent de rive droite du ruisseau de Goarangeg.
Le canal de Nantes à Brest est un canal, chenal et un estuaire et un cours d'eau naturel navigable sur une grande partie de son cours, d'une longueur de 364 km. Il prend sa source dans la commune de Nort-sur-Erdre et se jette  dans la Loire à Nantes.  Les caractéristiques hydrologiques du canal de Nantes sont données par la station hydrologique située sur la commune de Cléden-Poher. Le débit moyen mensuel est de 8,56 m3/s. Le débit moyen journalier maximum est de 167 m3/s, atteint lors de la crue du 13 décembre 2000. Le débit instantané maximal est quant à lui de 220 m3/s, atteint le même jour.
Le Goaranvec, d'une longueur de 15 km, prend sa source dans la commune de Plévin et se jette  dans le canal de Nantes à Brest sur la commune, après avoir traversé six communes. 

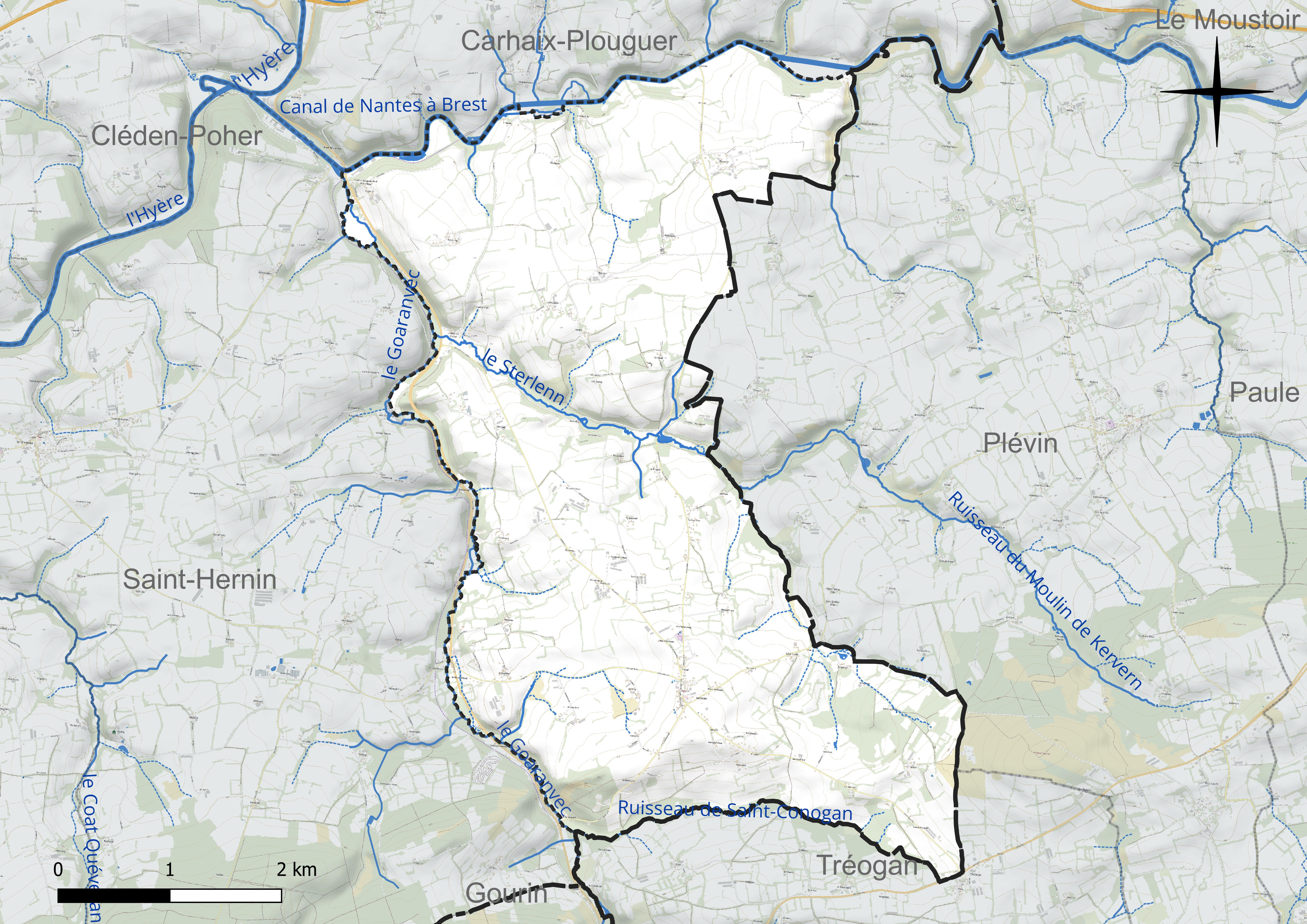
Réseau hydrographique de Motreff.

### Climat
Pour des articles plus généraux, voir Climat de la Bretagne et Climat du Finistère.
En 2010, le climat de la commune est de type climat océanique franc, selon une étude du CNRS s'appuyant sur une série de données couvrant la période 1971-2000. En 2020, Météo-France publie une typologie des climats de la France métropolitaine dans laquelle la commune est exposée à un climat océanique et est dans la région climatique Finistère nord, caractérisée par une pluviométrie élevée, des températures douces en hiver (6 °C), fraîches en été et des vents forts. Parallèlement l'observatoire de l'environnement en Bretagne publie en 2020 un zonage climatique de la région Bretagne, s'appuyant sur des données de Météo-France de 2009. La commune est, selon ce zonage, dans la zone « Monts d'Arrée », avec des hivers froids, peu de chaleurs et de fortes pluies.
Pour la période 1971-2000, la température annuelle moyenne est de 10,7 °C, avec  une amplitude thermique annuelle de 11,5 °C. Le cumul annuel moyen de précipitations est de 1 180 mm, avec 16,6 jours de précipitations en janvier et 9,1 jours en juillet. Pour la période 1991-2020, la température moyenne annuelle observée sur la station météorologique la plus proche, située sur la commune de Carhaix-Plouguer à 9 km à vol d'oiseau, est de 11,4 °C et le cumul annuel moyen de précipitations est de 1 112,4 mm,. Pour l'avenir, les paramètres climatiques de la commune estimés pour 2050 selon différents scénarios d'émission de gaz à effet de serre sont consultables sur un site dédié publié par Météo-France en novembre 2022.

## Urbanisme

### Typologie
Au 1er janvier 2024, Motreff est catégorisée commune rurale à habitat dispersé, selon la nouvelle grille communale de densité à 7 niveaux définie par l'Insee en 2022.
Elle est située hors unité urbaine. Par ailleurs la commune fait partie de l'aire d'attraction de Carhaix-Plouguer, dont elle est une commune de la couronne,. Cette aire, qui regroupe 18 communes, est catégorisée dans les aires de moins de 50 000 habitants,.

### Occupation des sols

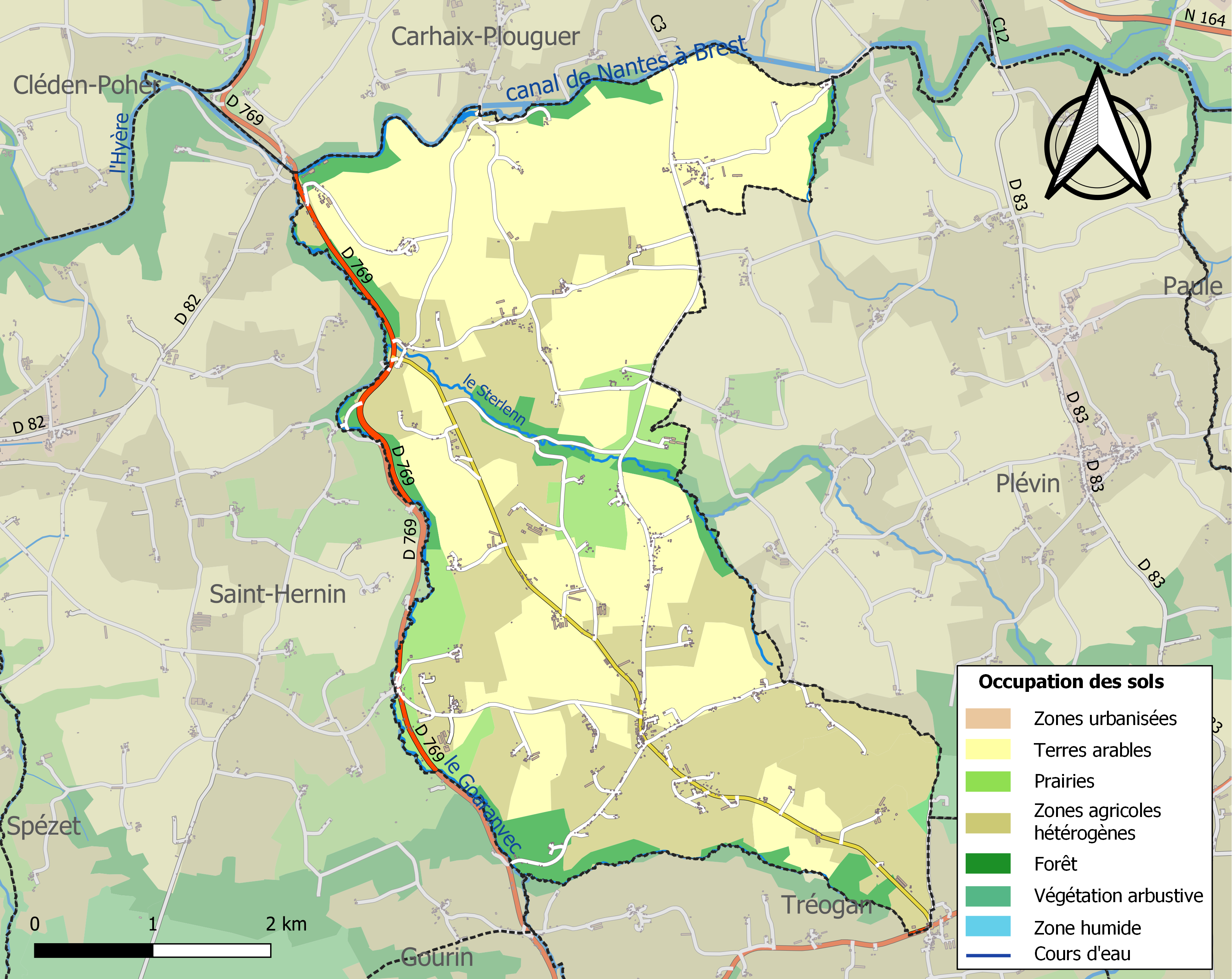
Carte des infrastructures et de l'occupation des sols de la commune en 2018 (CLC).

Le tableau ci-dessous présente l'occupation des sols de la commune en 2018, telle qu'elle ressort de la base de données européenne d'occupation biophysique des sols Corine Land Cover (CLC).
| Type d'occupation                                                                   | Pourcentage | Superficie (en hectares) |
| ----------------------------------------------------------------------------------- | ----------- | ------------------------ |
| Terres arables hors périmètres d'irrigation                                         | 48,1 %      | 1028                     |
| Prairies et autres surfaces toujours en herbe                                       | 6,5 %       | 139                      |
| Systèmes culturaux et parcellaires complexes                                        | 34,5 %      | 737                      |
| Surfaces essentiellement agricoles interrompues par des espaces naturels importants | 2,9 %       | 63                       |
| Forêts de feuillus                                                                  | 5,9 %       | 127                      |
| Forêts de conifères                                                                 | 2,0 %       | 42                       |
| Landes et broussailles                                                              | 0,1 %       | 3                        |
| Source : Corine Land Cover                                                          |             |                          |

L'occupation des sols met en évidence la nette prédominance des territoires agricoles sur la forêt et les milieux semi-naturels. Les territoires agricoles, qui occupent 92 % de la surface communale, ont perdu en grande partie leur structure bocagère. La forêt, qui occupe 8,9 % de la surface communale est constituée aux trois quarts d'essences de feuillus.

## Toponymie
Le nom de la localité est attesté sous les formes Motref vers 1330 et en 1368, Mautref en 1371, Motreff en 1536.
Motreff : en vieux breton, forme de moch (« sanglier, porc ») et tref (« exploitation agricole, hameau, puis un village »). Mais le nom pourrait aussi provenir d'un mot breton signifiant "grande paroisse".
Une chapelle disparue portait le nom de "Saint-Paterne" qui provient de celui de saint Patern qui fut évêque de Vannes. Cette chapelle figurait sur le rôle des décimes en 1783.

## Histoire

### Préhistoire

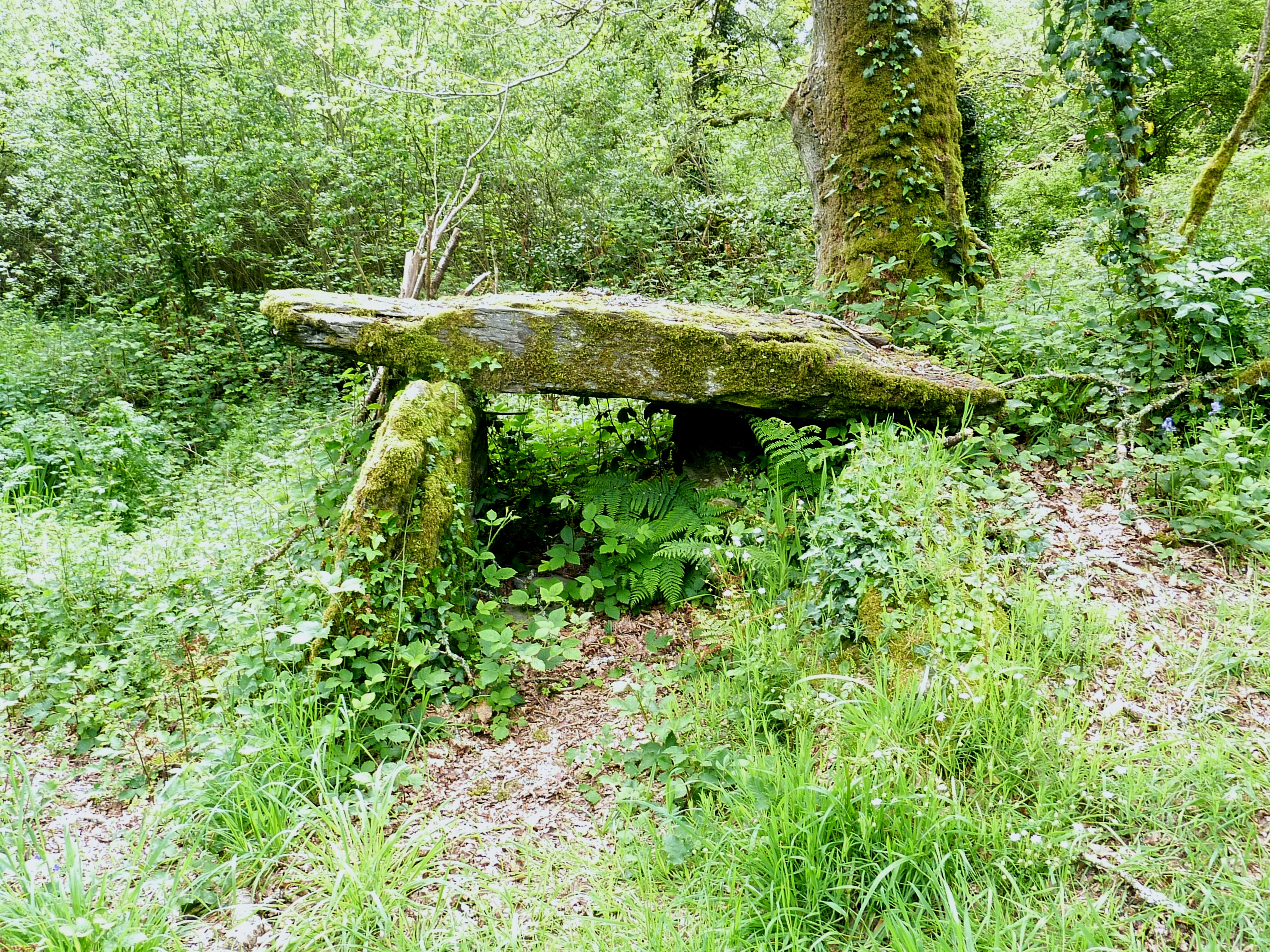
L'allée couverte de Kervoulédic

Une allée couverte, datant du néolithique, mais partiellement détruite, se trouve à Kervoulédic en Motreff, à la limite de la commune de Plévin.

### Antiquité
Une voie romaine allant de Vorgium (Carhaix) à Quimperlé empruntait le tracé de la route actuelle passant par la Métairie Neuve en Carhaix, Tréveller, Luzuvérien, le bourg de Motreff et poursuivait son tracé en passant près de Buzit en Tréogan, puis traversait la forêt de Conveau et passait juste à l'ouest de la chapelle Saint-Nicolas en Gourin.

### Moyen Âge
La paroisse de Motreff est issue d'un démembrement de la paroisse de l'Armorique primitive de Plévin et dépendait de l'évêché de Cornouaille.
La motte castrale de Kergorlay (ou Guergorlay) date du XIe siècle ou du XIIe siècle ; la famille de Kergorlay, barons de Kergorlay, une juveigneurie du Poher qualifiée de "première baronnie de Cornouaille", remonte au moins  au XIe siècle (Jean de Kergorlay fut croisé en 1096 (Première croisade) ; Pierre III de Kergorlay fut croisé en 1249 (Septième croisade) et 1270 (Huitième croisade) , son nom et les armes figurent à la Salle des croisades de Versailles ; Pierre de Kergorlay fut tué à la bataille de Mons-en-Pévèle en 1304 ; Jean de Kergorlay fut tué à la bataille d'Auray en 1364). Le château de Kergorlay fut ruiné dès le XIVe siècle ; la seigneurie passa par alliance aux mains de la famille de Montfort-Gaël en raison du mariage de Jeanne de Kergorlay avec Raoul de Montfort en 1383 ; elle s'étendait au XVe siècle sur les paroisses de Motreff, Spézet, Laz, Trégourez et une partie de celles de Saint-Goazec, Châteauneuf-du-Faou, Saint-Hernin et Plévin. Les seigneurs de Kergorlay avaient droit de prééminence dans l'église paroissiale de Motreff et leurs armes figuraient sur la maîtresse vitre de l'église paroissiale construite dans la première moitié du XVIe siècle, droit qui fut rappelé par Paul Esprit Marie de La Bourdonnaye, comte de Blossac, marquis de Tymeur, baron de Kergourlay, seigneur de Plouyé et conseiller du Roi lors de la construction de l'église actuelle en 1767.
Dans le hameau de Kergourlay, l'ancienne maison du sénéchal se distingue par son toit élevé et pentu en pavillon (un toit en pavillon est un toit à quatre versants couvrant un corps de bâtiment approximativement carré).
Une autre seigneurie existait à Motreff, celle de Bronolou, qui appartenait à la famille du Bothon, originaire de Glomel. Louis de Bothon, qui mourut en 1591, fit de Brunolo [Bronolou] une seigneurie assez importante en raison de son acquisition de nombreuses possessions de la seigneurie de Kergorlay, en Plévin et en Motreff, qui lui furent vendues par Georges de La Trémoille, époux de Madeleine de Luxembourg. Sa fille Anne de Bothon, épousa Pierre de Saisy de Kerampuil, lequel mourut en juillet 1595, après avoir vu le manoir de Bronolou pillé et ragé pendant les guerres de la Ligue. De nos jours, il ne subsiste que quelques vestiges de l'ancien manoir qui fut par la suite incendié par les Bonnets rouges en 1675.
Le 6 juillet 1675 les paysans de Motreff prirent une part active au pillage de la maison Sauvan de Château Fort, fermier des Devoirs à Carhaix, qui possédait dans son magasin 130 barriques de vin et 16 barriques d'eau-de-vie.

### Époque moderne
Gilles de Kerampuil (1530-1578), érudit et écrivain, chanoine de la collégiale Saint-Trémeur de Carhaix, fut aussi recteur de Motreff, ainsi que de Cléden-Poher et Tréogan.
Selon Louis Charpentier, dans une monographie intitulée "De Funnay à Ty Mur. Mémorable aventure d'Escailleurs ardennais qui s'en furent au pays d'Armor, exploiter les pierres d'ardoises", vers 1777 des Ardennais, venant principalement de la région de Fumay, vinrent trouver du travail dans les ardoisières de la vallée de l'Aulne, apportant avec eux l'art de mieux tailler l'ardoise. Dans l'impossibilité de trouver leur lieu réel d'origine, P.-A. Limon les surnomme "Parisiens" dans son livre "Usages et règlements locaux en vigueur dans le Finistère" publié en 1857, et les ardoises bretonnes furent surnommées "parisiennes". Cette immigration concerna principalement les communes de Port-Launay, Châteaulin, Lopérec, Saint-Coulitz, Pleyben, Lothey, Gouézec, Lennon, Spézet, Motreff, Châteauneuf-du-Faou et Saint-Goazec. Les noms de famille se sont transformés au fil du temps : les Waslet sont devenus Voachelet, Les Lefèvre sont devenus Lefeuvre, les Bouchy Bouché, etc..
Jean-Baptiste Ogée décrit ainsi Motreff en 1778 :

« Motref, dans un fond, à 10 lieues un quart à l'est-nord-est de Quimper, son évêché, à 29 lieues et demie de Rennes et à 1 lieue et demie de Carhaix, sa subdélégation et son ressort. Cette paroisse relève du Roi et compte 900 communiants ; la cure est à l'alternative. Ce territoire renferme des terres bien cultivées, des prairies, de bons pâturages, beaucoup de landes et une partie de la forêt de Convaux [Conveau]. On y trouve du gibier excellent et du bon cidre. La maison noble de Brunolo ([Bronolou] est la seule que nous connaissons dans cette paroisse. »

### Révolution française
La loi du 11 septembre 1791 précise que la paroisse de Saint-Hernin aura pour succursales les ci-devant paroisses de Spézet et de Motreff. Guillaume Tanguy, recteur de Motreff, dût s'exiler en 1792.
Le 14 septembre 1795 un combat opposé dans le bourg de Motreff une demi-compagnie de soldats "bleus" venus de Carhaix à une bande de chouans dont l'un est tué : sa tête fut ramenée à Carhaix, c'était celle d'un fils de Conen de Saint-Luc.
Commandés par Le Paige de Bar, « Dans la nuit du 7 au 8 floréal an VI (26 au 27 avril 1798), une bande de 20 à 25 chouans attaque la maison du percepteur de Motreff » et mettent le feu.

« Ils ont ramassé des landes et des bruyères et ont allumé le feu dans une grange où étaient plusieurs ustensiles pour le labour ; sa jument y était également, de sorte que tout a brûlé. Le frère du percepteur a voulu se sauver avec la caisse, mais il a été atteint par les brigands qui l'ont assommé à coups de crosse de fusil et ont emporté la masse. »

Le 3 fructidor (20 août 1798), une bande de 12 chouans attachent dos à dos Poulizac, commissaire du canton de Saint-Hernin et Quéméner, curé constitutionnel de Motreff, et les pendent.

### LeXIXesiècle

#### Motreff vers le milieu duXIXesiècle
A. Marteville et P.Varin, continuateurs d'Ogée, décrivent ainsi Motreff en 1845 :

« Motreff, commune formée par l'ancienne paroisse du même nom, aujourd'hui succursale. (...) Principaux villages : Tréveller, Tréourec, Lescleden, Keransigoff, Lannesval, Guergorlé, Ellégoff, Cosquer. Château de Bronolo. Superficie totale 2 132 ha dont (...) terres labourables 1316 ha, prés et pâtures 22 ha, bois 38 ha, vergers et jardins 38 ha, landes et incultes 388 ha (...). Moulins : 4 (de Catéliner, Neuf, de Bronolo). (...) Il y a eu dans cette paroisse, outre l'église, les chapelles de Saint-Paterne, de Sainte-Brigitte et de Kerut ; nous ignorons si elles sont encore desservies. Il y a à l'église paroissiale un pardon qui dure deux jours et qui attire un assez grand nombre d'étrangers. L'agriculture est peu florissante en cette commune, et le blé y est à peine cultivé ; le seigle seul convient à la plupart des terres. Beaucoup de baux n'ont qu'une durée de cinq années, méthode qui ne peut donner aux agriculteurs aucune idée d'amélioration. (...) La route de Carhaix à Gourin traverse cette commune du nord au sud. Géologie : terrain tertiaire moyen, excepté quelques parties dans le nord, où la grauwacke domine. On parle le breton. »

« Nous avions un curé qui nous battait, mais qui nous aimait » écrivent à leur évêque en 1849 des paroissiens de Motreff, mécontents du successeur.
Une ancienne carrière d'ardoises, exploitée au XIXe siècle et dans la première moitié du XXe siècle, se trouve à proximité du canal de Nantes à Brest, le long du chemin menant à l'allée couverte de Kervoulédic. Plusieurs autres carrières d'ardoises furent exploitées, notamment dans la vallée du Goarangeg. Le 14 mars 1904, un éboulement survenu dans une carrière d'ardoises de Motreff fit deux morts et six blessés graves.
Un rapport de l'inspecteur d'académie signale en 1880 que la commune de Motreff fait partie des six communes du département du Finistère « encore dépourvues de tout moyen d'instruction ». En 1887 la commune de Motreff fut dans l'obligation de construire une école publique afin de respecter la loi du 30 octobre 1886 sur les constructions d'office qui oblige les communes dépourvues d'école publique à en construire une.

#### Motreff décrit en 1897
Anatole Le Braz décrit ainsi Motreff en 1897 dans son livre "Pâques d'Islande" : 

« Des maigres bourgades qui hérissent çà et là de leur clocher grêle les cimes dénudées de la sierra bretonne, Motreff est, je crois bien, celle qui offre l'aspect le plus sauvage et le plus chétif. Quelques masures en pierre de schiste, aux tons de vieille lave, se pressent misérablement auprès d'un cimetière surélevé, formant terrasse, où l'église, parmi les tombes, semble elle-même une tombe plus vaste, enfouie qu'elle est à demi dans le sol et coiffé d'un toit trop lourd, avec des fenêtres basses, à ras de terre, pareilles à des soupiraux. Point de rues, mais d'étroits chemins ravinés comme des lits de torrents. Devant les seuils, du fumier, des bêtes, des enfants. Les hommes devaient être aux champs, sans doute à retourner les foins ; les femmes devisaient entre elles, d'une porte à l'autre, celles-ci tricotant, celles-là filant, leurs grands fuseaux de laine brune couchés dans la poussière à leurs pieds. »

Dans la suite du texte, dans le chapitre intitulé "La nuit des feux", Anatole le Braz évoque le tantad auquel il a assisté à Motreff. Adolphe Mironneau a aussi décrit les tantad de Motreff, évoquant « tous les lieux de Motreff que les bûchers couronnent cette nuit, semblables à des tours », notamment celui de Kroaz-Houarn qui est au-dessus des autres « comme le clocher de l'église au-dessus des toits du village » et cite des extraits d'une chanson chantée par le tailleur de Kroaz-Houarn en cette "nuit de la Saint-Jean".
Aux alentours de 1900, Paul Joanne écrit : « L'ignorance et la misère des gens de Motreff, de Saint-Hernin, de Saint-Goazec, de Leuhan sont proverbiales en Bretagne : dans quelques fermes, les paysans mangeaient leur soupe, il n'y a pas si longtemps, dans des écuelles creusées dans la table ».

### LeXXesiècle

#### LaBelle Époque
Le 6 mai 1900, le parti libéral catholique remporte à nouveau les élections municipales.
En octobre 1900, une épidémie de dysenterie se produit dans de nombreuses communes de l'arrondissement de Châteaulin dont Motreff, y faisant une soixantaine de malades et provoquant 14 décès. « Cette épidémie est attribuée à la sécheresse des dernières années. Les puits et les fontaines étaient à sec, et la population a fait usage d'eaux malsaines. En outre, l'encombrement et la malpropreté des maisons sont devenus des facteurs importants de la maladie ». Cette épidémie toucha d'abord Spézet, avant de concerner ensuite Motreff, Saint-Hernin et Plouguer. En novembre 1901, le maire de Motreff, Le Cloarec, fut décoré d'une médaille d'honneur du Ministère de l'intérieur « pour le dévouement dont il a fait preuve pendant l'épidémie ». Une nouvelle épidémie de dysenterie survint en octobre 1909 dans le village de Trévouré en Motreff, faisant plusieurs morts.
En août 1902, l'expulsion des Sœurs de l'école de Motreff, en vertu de la loi sur les congrégations, fut marquée par de sérieux incidents : sous les huées de la foule présente, « la porte a été enfoncée et la gendarmerie, conduite par M. Riou, commissaire de police, a expulsé les Sœurs de l'établissement. Durant cette opération, le glas n'a cessé de sonner à l'église. À leur sortie, les Sœurs ont été acclamées » écrit le journal La Croix. Le 6 juin 1903, un commissaire de police se présenta à Motreff « pour constater si les religieuses de la congrégation des Filles de Jésus, qui avaient obtenu un délai de huit jours, s'étaient dispersées. Les Sœurs, revêtues d'un costume civil, ont refusé de quitter leur couvent ; procès-verbal leur a été adressé ».
En juillet 1903, un train de ballast, composé de 20 wagons chargés de pierres venant de la carrière de Conveau en Motreff dérailla : « la locomotive ayant quitté la voie, les wagons ont passé par-dessus et sont allés se briser 50 mètres plus loin » ; l'accident fit seulement trois blessés.
Certains faits révèlent l'existence d'une émigration vers les Amériques : par exemple en septembre 1903, le tribunal de Châteaulin ordonne l'ouverture d'une enquête en vue de déclarer la disparition de Jean-Joseph Le Mignon, né le 21 janvier 1852 à Motreff, parti en 1882 et dont les dernières nouvelles datent du 6 mars 1891 et proviennent de Buenos Aires (Argentine). Un incident survenu en 1904 illustre l'existence d'une émigration aussi vers le Canada : un homme originaire de Kerret en Motreff, François Le Corre, naturalisé canadien, fut arrêté à Saint-Malo lors d'une visite en France alors qu'il s'apprêtait à repartir, car il n'avait pas satisfait à ses obligations militaires en France car le consulat de France au Canada n'avait pas enregistré sa naturalisation.
En juillet 1906, le conseil municipal de Plouguer demande une sérieuse amélioration de la route allant de Carhaix à Motreff, qu'il dit être impraticable à hauteur de Créhen-ar-Lapic et demande aux conseils municipaux de Carhaix, Motreff et Plévin d'appuyer cette demande près du Conseil général du Finistère. Les travaux s'engagèrent en 1914 seulement.
Un décret du Président de la République en date du 7 janvier 1911 attribue à la commune de Motreff les biens ayant appartenu à la fabrique de l'église de Motreff, qui étaient placés sous séquestre depuis la querelle des inventaires ; un autre décret en date du 8 janvier 1912 autorise la création à Motreff d'un bureau de bienfaisance « dont la dotation a été constituée au moyen des biens ayant appartenu à la fabrique de l'église ».

#### Les carrières d'ardoise
Avec Pleyben et Gouézec, Motreff fut une des communes du Finistère où l'activité ardoisière fut la plus importante : une trentaine d'ardoisières étaient en activité vers 1848, toutes initialement exploitées à ciel ouvert, sauf celle de Lescollet. L'exploitation souterraine se développa à la fin du XIXe siècle afin d'augmenter les rendements et la qualité de la production, la principale étant celle du Moulin-Neuf, équipée dès 1913 d'une dynamo et de turbines permettant de fournir l'électricité nécessaire à l'exploitation.
Ardouin-Dumazet décrit ainsi les carrières d'ardoises de Motreff :

« Le seul travail industriel de la contrée est l'exploitation des ardoisières dans la commune de Motreff où la puissance des gîtes [gisements] et la facilité des transports ont fait créer des carrières souterraines. (...) Les exploitations sont au-delà du canal, dans le vallon que remonte le chemin de fer de Gourin-Rostrenen. (...) Les carrières d'ardoise sont nombreuses, mais la plupart abandonnées. (...) Près de la gare de Motreff apparaissent les hautes constructions de charpente qui protègent les câbles d'extraction. (...) Le puits principal n'a pas moins de 105 mètres (...). L'établissement se nomme Moulin-Neuf. Il débite des feuillets excellents, d'une teinte régulière, sans les noyaux de pyrite que l'on constate dans d'autres ardoisières. (...) Les charpentes des puits, les machines donnent un caractère industriel au paysage, mais les logis des ouvriers au long du torrent sont d'inextricables tanière. Le ruisseau coulant entre des berges couvertes de grandes fougères presque arborescentes contraste, par sa gaieté, avec ces abris lugubres. »

Les carrières d'ardoises étaient alors en pleine activité comme en témoignent les faits suivants : en mai 1894, un éboulement survenu dans une carrière d'ardoises de Motreff fit trois morts. Un éboulement dans une carrière d'ardoises appartenant à M. Derrien fit deux morts et six blessés graves à Motreff le 14 mars 1904. Cette carrière était située à quelques mètres de la route de Carhaix à Gourin, en face du village de Goaranvec (situé en Saint-Hernin), au-dessus du village de Lanescot en Motreff. Un autre accident survint le 3 juin 1905 dans une autre carrière d'ardoises située à Tréveller en Motreff et exploitée par Henry Perrien et Cie, faisant un blessé grave. Le 15 décembre 1908, un éboulement fait deux morts dans une galerie située à 120 mètres de profondeur dans la carrière d'ardoises du Moulin-Neuf, dirigée par M. Toullancoat [Toulencoat]. Le 28 décembre 1909, la carrière du « Moulin de la Lande » en Maël-Carhaix est vendue par Pierre Lucas et son épouse à Pierre André et François Henry, carriers demeurant à la Butte du Cheval en Motreff. En avril 1912, un éboulement qui se produisit au fond de la carrière d'ardoises du Moulin-Neuf fit un mort.

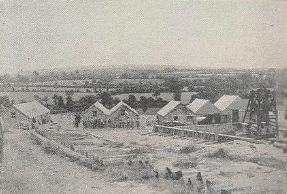
Les ardoisières de Motreff en 1937.

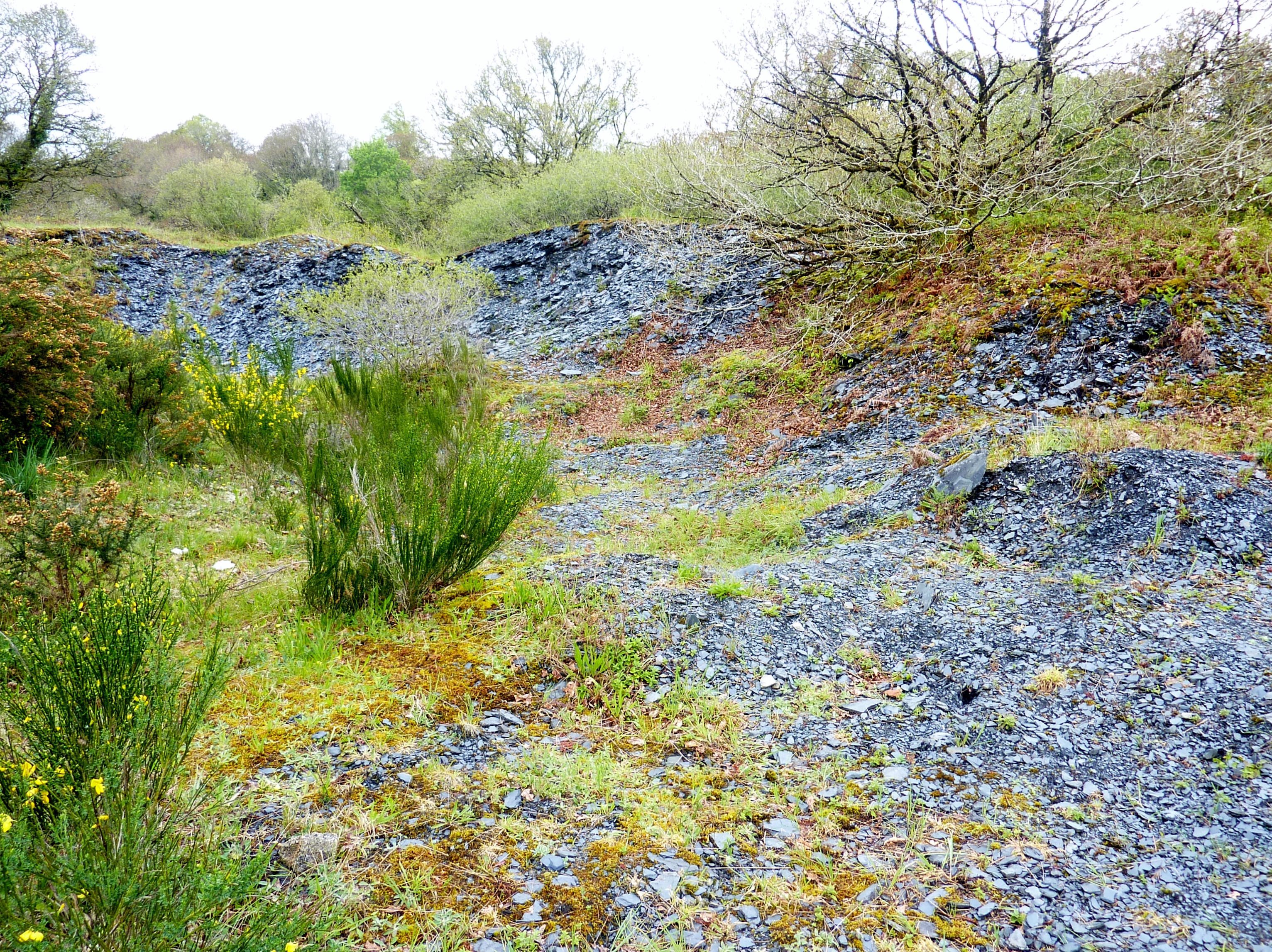
Ancien terril d'ardoises (ancienne carrière située entre Tréveller Vihan et l'allée couverte de Kervoulédic).

Un reportage fut effectué en avril 1911 sur une carrière d'ardoises de Motreff menacée de fermeture en raison d'un nouveau règlement de sécurité les concernant à la suite des accidents survenus :

« (...) Au fond d'une galerie, deux petits points brillent, embrumés. Ce sont des lampes qui éclairent les mineurs  dans leur dure besogne. Ils sont là un certain nombre, dans cette quasi obscurité, les uns tenant en main une barre à mine, les autres frappant sur cette barre à l'aide d'un lourd marteau ; d'autres encore enfonçant des coins dans des bloc détachés de schiste, tous, courbés, ou à genoux, ou étendus sur le côté, dans des positions fatigantes à l'excès, suant, geignant, mais heureux quand même de "travailler". (...) Cette ardoisière est connue sous le nom de Lannezval. Elle s'enfonce dans le sol jusqu'à 40 mètres environ en forme de goulot ; puis, passé cet endroit, elle commence à s'évaser jusqu'à 75 mètres, ce qui lui donne l'aspect d'une bouteille. Les parois paraissent solides. »

« En 1914, à Motreff, j'ai visité une ardoisière équipée de benne et treuil électrique pour descendre jusqu'à 75 mètres, avec outils de forage et wagonnets » écrit un journaliste du journal La Dépêche de Brest et de l'Ouest.
Henry Le Saulx, comte de Toulencoat, qui vivait au château de Toulencoat en Rosnoën, était lors de son décès survenu en 1914 « propriétaire de la presque totalité de la commune de Motreff. Il ne laisse que des héritiers éloignés et sa mort va sans doute apporter un changement notable dans la situation de notre commune » écrit le correspondant local du journal L'Ouest-Éclair.
Plusieurs carrières fermèrent pendant la décennie 1920, par exemple le matériel de la carrière Pellet est mis en vente aux enchères publiques en 1925, celui de la carrière de Tréveller en 1929. En 1938, la « Société de Motreff » exploitait des carrières d'ardoises à Kérantal et Tohou (les deux en Plévin), à la Haie-Dû (en Saint-Hernin) ainsi qu'au Moulin Neuf en Motreff et la plupart des autres pendant la décennie 1930. La carrière d'ardoises de Lannezval fut la dernière à fermer ses portes dans le Finistère en 2001.

#### La Première Guerre mondiale

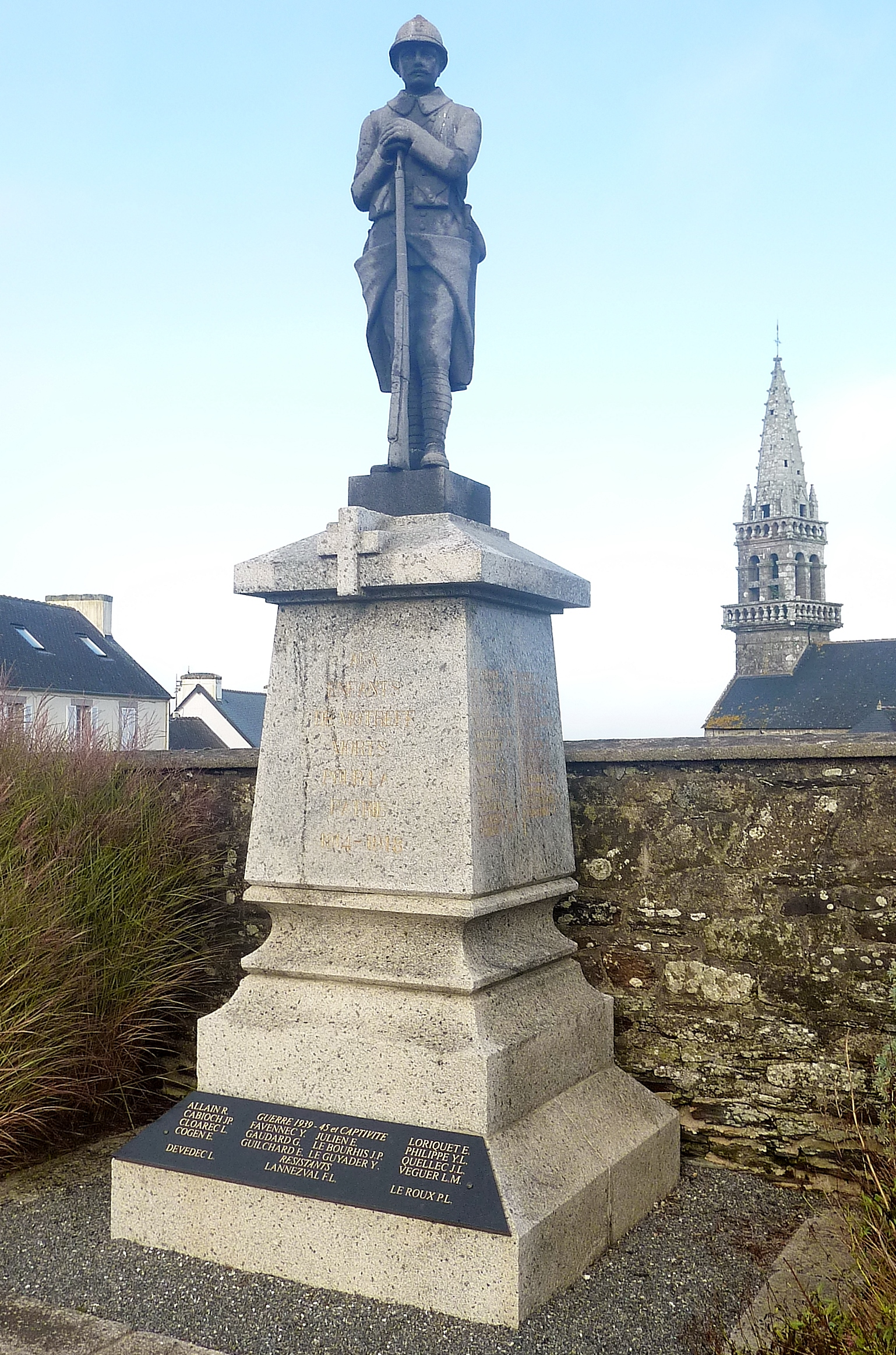
Le monument aux morts.

Le monument aux morts de Motreff porte les noms de 49 soldats morts pour la France pendant la Première Guerre mondiale ; parmi eux deux (François Bauru, Guillaume Guyader) sont morts sur le front belge, un (Joseph Le Balbe) a été tué lors de la bataille de Sedd-Ul-Bahr dans le cadre de l'expédition des Dardanelles, un (Yves Boru) est mort alors qu'il était prisonnier de guerre en Allemagne ; les autres sont décédés sur le sol français : parmi eux Yves Thomas fut décoré de la Croix de guerre et de la Médaille militaire ; quatre soldats (François Cougard, Hervé Magoariec, François Paul, Yves Thomas [un homonyme de celui cité précédemment]) de Motreff sont morts à Douaumont et un (Joseph Coënt) à Verdun ; l'abbé Henri Potin qui était vicaire à Motreff, figure aussi parmi les victimes du conflit.

#### La Seconde Guerre mondiale
Le monument aux morts de Motreff porte les noms de 16 personnes mortes pour la France pendant la Seconde Guerre mondiale ; parmi elles Yves Philippe, mort en captivité en Allemagne.
Le 4 août 1944, Pierre Berthelom, alias « Fiston », né à La Forêt-Fouesnant en 1917, facteur à Paule, commandant FTPF de la compagnie Pierre Louis Menguy, est blessé lors d'un combat contre les Allemands sur le Pont Daoulas à la limite entre Carhaix et  Motreff et décède le lendemain.
Lucien Devedec, né le 16 février 1920 à Saint-Hernin, demeurant à Motreff, résistant FTPF, fut fusillé par les Allemands le 29 juillet 1944 à Croas-Ty-Nevez en Paule. Joseph Louis Le Goff, né le 14 février 1901 à Motreff, mais demeurant à Plévin, fut aussi assassiné au même endroit le même jour.

#### L'après Seconde Guerre mondiale
Un arrêté préfectoral du 5 janvier 1959 transfère à la commune de Carhaix un village situé au nord de la commune de Motreff.

### LeXXIesiècle
La carrière d'ardoises de Lannezval ferme en 2001 : c'était la dernière en fonctionnement dans le département du Finistère.

## Politique et administration

### Liste des maires
| Période     | Période     | Identité              | Étiquette | Qualité                                                   |
| ----------- | ----------- | --------------------- | --------- | --------------------------------------------------------- |
|             |             |                       |           |                                                           |
| 1803        | 1804        | Jean Bouriguen        |           |                                                           |
| 1809        | 1811        | Yves Le Cloarec       |           |                                                           |
| 1811        |             | Guillaume Daniel      |           |                                                           |
| 1813        | 1826        | Jean Paul             |           |                                                           |
| 1826        | 1845        | Yves Le Cloarec       |           | Fils d'Yves Le Cloarec, maire entre 1809 et 1911          |
| 1847        | 1851        | Rivoal                |           |                                                           |
| 1853        | 1854        | Mignon                |           |                                                           |
| 1858        | 1887        | Yves-Louis Poulizac   |           |                                                           |
| 1888        | 1904        | Jean-Louis Cloarec    |           |                                                           |
| 1904        | 1908        | Yves Perrien          |           |                                                           |
| 1908        | 1917        | Guillaume Bouriguen   |           | Cultivateur                                               |
| 1919        | 1952        | François Henry        | Radical   | Carrier (exploitant ardoisier)                            |
|             |             |                       |           |                                                           |
| 1959        | 1977        | François Barazer      |           | Exploitant de carrières. Chevalier de la Légion d'honneur |
| 1977        | 1995        | Jean-Paul Le Hénaff   | PS (app.) |                                                           |
| 1995        | 2001        | Jean-François Le Dour |           | Artisan                                                   |
| 2001        | 28 mai 2020 | Joseph Le Guélaff     | NPA       | Agent EDF                                                 |
| 28 mai 2020 | En cours    | Samuel Féat           |           | Infirmier                                                 |

## Population et société

### Démographie
L'évolution du nombre d'habitants est connue à travers les recensements de la population effectués dans la commune depuis 1793. Pour les communes de moins de 10 000 habitants, une enquête de recensement portant sur toute la population est réalisée tous les cinq ans, les populations de référence des années intermédiaires étant quant à elles estimées par interpolation ou extrapolation. Pour la commune, le premier recensement exhaustif entrant dans le cadre du nouveau dispositif a été réalisé en 2008.

En 2022, la commune comptait 679 habitants, en évolution de −3,55 % par rapport à 2016 (Finistère : +2,16 %, France hors Mayotte : +2,11 %).
| 1793 | 1800  | 1806 | 1821 | 1831 | 1836 | 1841  | 1846  | 1851  |
| ---- | ----- | ---- | ---- | ---- | ---- | ----- | ----- | ----- |
| 885  | 1 320 | 883  | 815  | 987  | 939  | 1 004 | 1 028 | 1 062 |

| 1856  | 1861  | 1866  | 1872  | 1876  | 1881  | 1886  | 1891  | 1896  |
| ----- | ----- | ----- | ----- | ----- | ----- | ----- | ----- | ----- |
| 1 074 | 1 040 | 1 118 | 1 071 | 1 186 | 1 066 | 1 148 | 1 157 | 1 265 |

| 1901  | 1906  | 1911  | 1921  | 1926  | 1931  | 1936  | 1946  | 1954  |
| ----- | ----- | ----- | ----- | ----- | ----- | ----- | ----- | ----- |
| 1 362 | 1 504 | 1 507 | 1 425 | 1 407 | 1 279 | 1 202 | 1 070 | 1 014 |

| 1962 | 1968 | 1975 | 1982 | 1990 | 1999 | 2006 | 2008 | 2013 |
| ---- | ---- | ---- | ---- | ---- | ---- | ---- | ---- | ---- |
| 861  | 753  | 646  | 646  | 664  | 665  | 716  | 731  | 711  |

| 2018 | 2022 | - | - | - | - | - | - | - |
| ---- | ---- | - | - | - | - | - | - | - |
| 701  | 679  | - | - | - | - | - | - | - |

Commentaire : Motreff a connu une augmentation régulière (si l'on excepte le recensement de 1800 dont les résultats semblent aberrants) de sa population tout au long du XIXe siècle, gagnant 622 habitants entre 1793 et 1911, année de son pic démographique (soit + 70,3 % en 118 ans). Par contre, le déclin démographique, en raison de la forte émigration survenue, est constant pendant la majeure partie du XXe siècle, la commune perdant 861 habitants entre 1911 et 1975, année de son minimum démographique (soit - 57,1 % en 64 ans) ; depuis, la population augmente très lentement, la commune ayant gagné 85 habitants entre 1975 et 2008 (soit + 13,2 % en 33 ans), à cause de sa proximité de Carhaix, ville qui a connu ces dernières décennies un dynamisme incontestable ; mais un certain fléchissement démographique se fait à nouveau sentir ces dernières années, la commune ayant perdu 22 habitants entre 2008 et 2014, le solde naturel restant négatif (par exemple - 0,3 % l'an entre 2009 et 2014) et le solde migratoire l'étant à nouveau ( - 0,4 % l'an entre 2009 et 2014) alors qu'il était devenu positif entre 1999 et 2009 (+ 1,1 % l'an entre ces dates). Entre 2009 et 2014, le taux de natalité a été de 7,2 pour mille et le taux de mortalité de 10,5 pour mille. Entre 2007 et 2015, Motreff a enregistré 64 décès domiciliés pour seulement 53 naissances domiciliées.
L'habitat est formé essentiellement de maisons individuelles (99 % du total des logements), qui sont en 2014 à 78,8 % des résidences principales et à 13,2 % des résidences secondaires, 8 % des logements étant à cette date vacants.

### Enseignement
Motreff possède une école primaire publique, l'« école des Hirondelles » ou « skol ar Gwennili », située rue de l'étang, qui avait en 2016-2017 55 élèves répartis en trois classes. Une menace de fermeture d'une des classes a provoqué un mouvement de protestation en 2016.

## Culture locale et patrimoine

### Lieux et monuments
- L'église paroissiale Saint-Pierre (date du XVIIe siècle).
- La chapelle Sainte-Brigitte (début du XVIe siècle).
- Le calvaire (date du XVIe siècle)[104].
- La fontaine Saint-Leuffroy (elle doit peut-être son nom à saint Leufroy) et se trouvait originellement près de la chapelle Saint-Leuffroy qui a disparu.

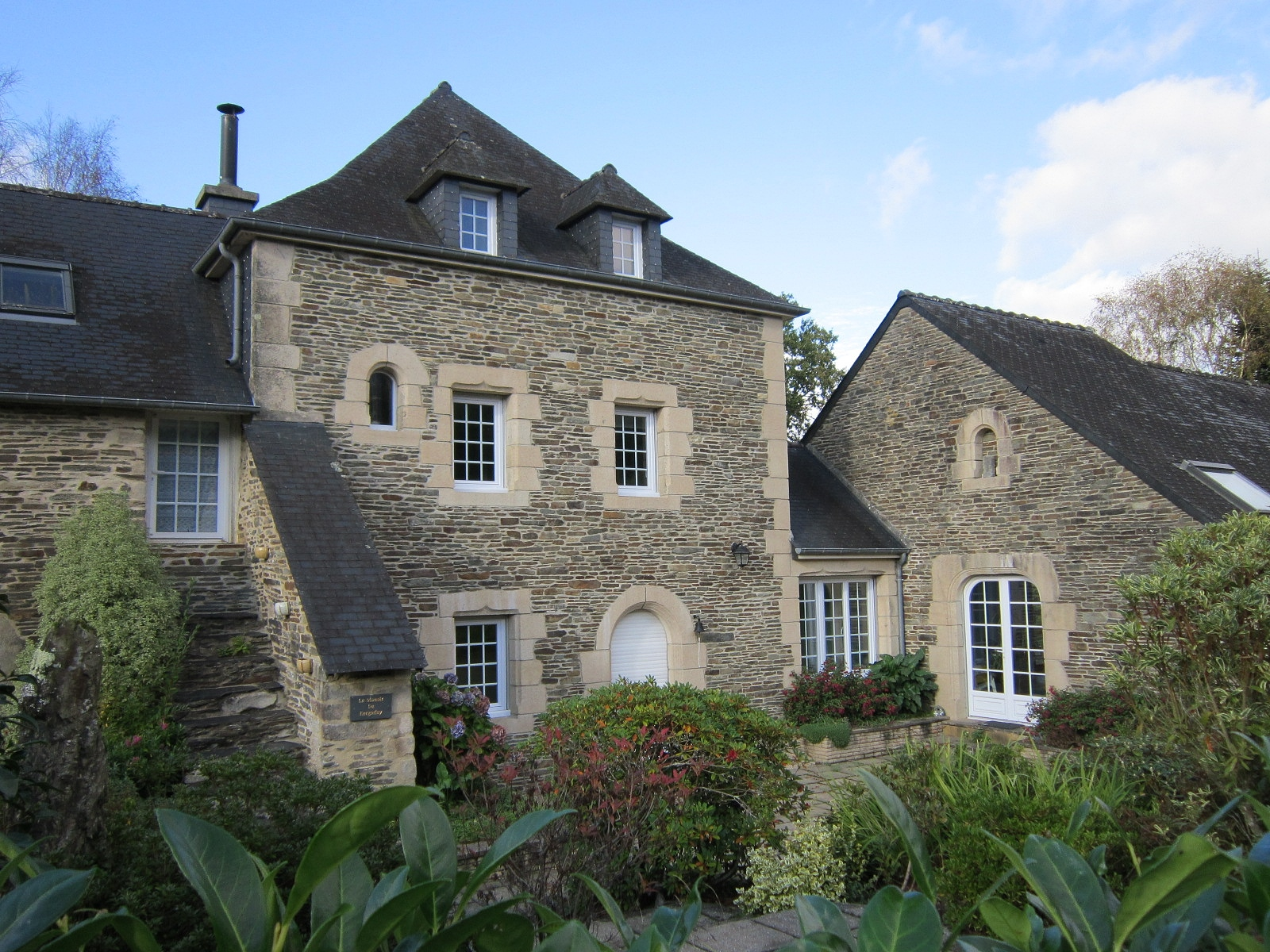
Le manoir de Kergorlay.

- La motte castrale de Kergorlay[105], classée monument historique, située sur la route de Plévin (22). On trouve trace de plusieurs membres de la famille de Kergolay, propriétaires de la motte, à partir du XIIe siècle. La famille s'éteint en 1380. Le château est en ruine dès 1456, mais une maison noble est toujours mentionnée à Kergolay au XVIe siècle[106]. Le château semble être l'origine du village de Kergolay qui a succédé au bourg castral et dont l'extension menace aujourd'hui le site. La motte tronconique, d'un diamètre approchant les 50 mètres, fait une dizaine de mètres de haut. Elle est entourée d'un fossé sec de 5 mètres de large approximativement, lequel est profond de 2,5 à 3 mètres. La plateforme sommitale mesure 20 mètres de diamètre environ et présente les vestiges d'une construction en pierres sèches[107], derniers vestiges du château construit à son sommet[106].
- Le manoir de Kergorlay.
- Le manoir de Penayeun du XVe siècle où toute fonction défensive est complètement abandonnée. La salle ou chambre haute sert de grenier[108].
- Le lavoir communal.
- L'étang du Brugou, créé récemment et situé sur la route de Carhaix-Plouguer.
- La carrière d'ardoise du Cosquer.
- L' allée couverte de Kervoulidic inscrite au titre des monuments historiques par arrêté du 12 septembre 1968[109].

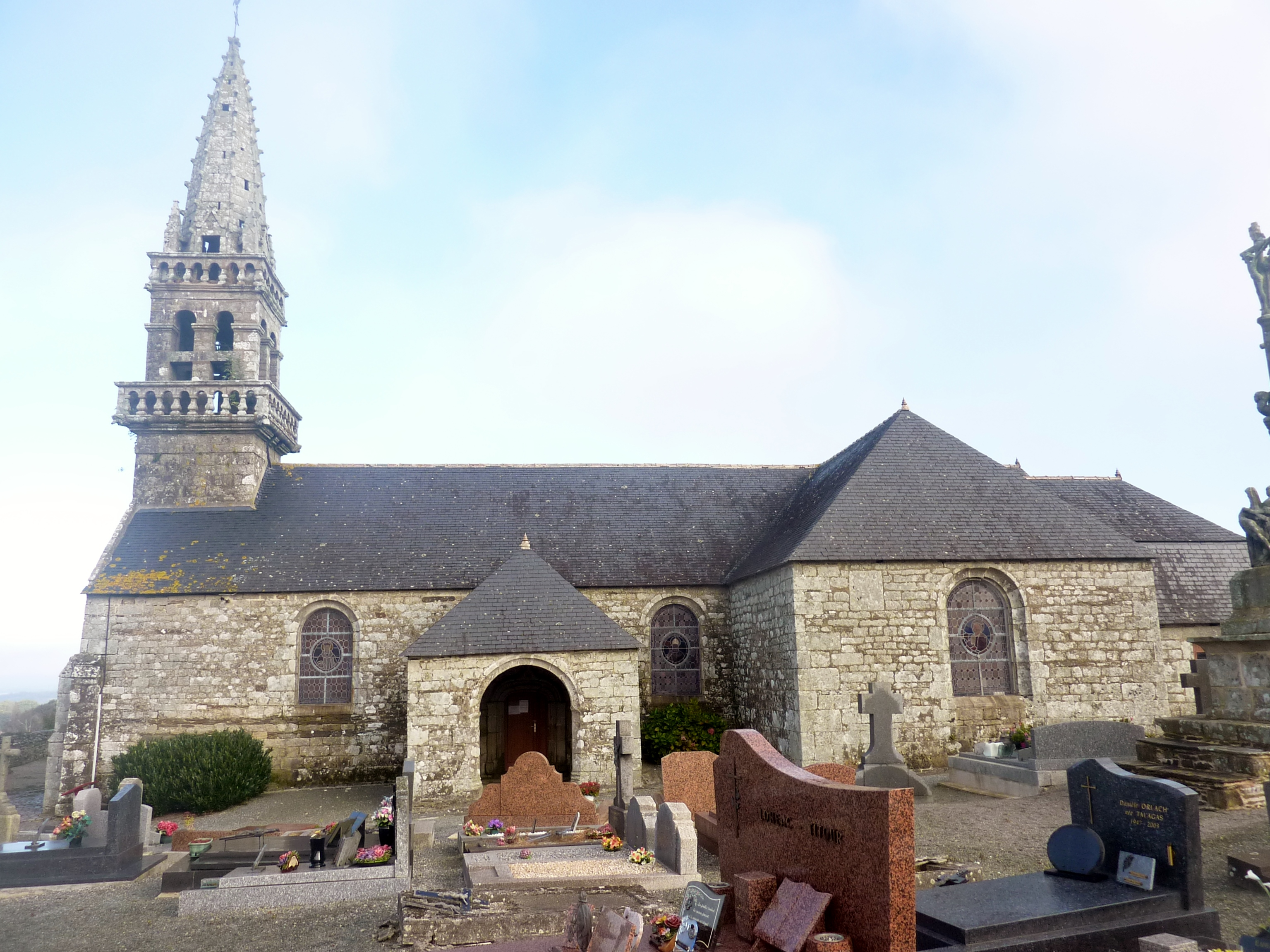
L'église paroissiale Saint-Pierre de Motreff (XVIIe siècle).
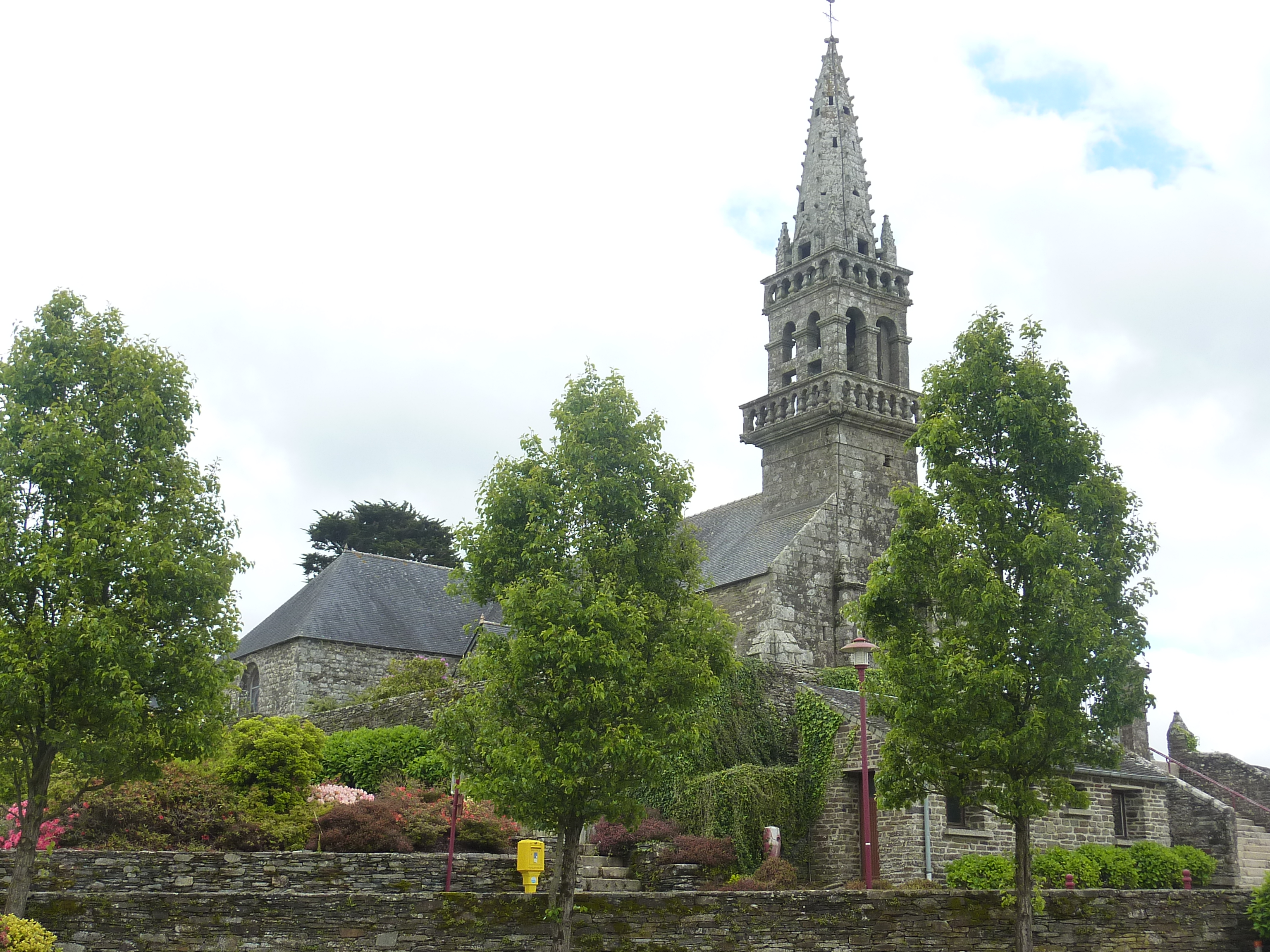
L'église paroissiale Saint-Pierre de Motreff.
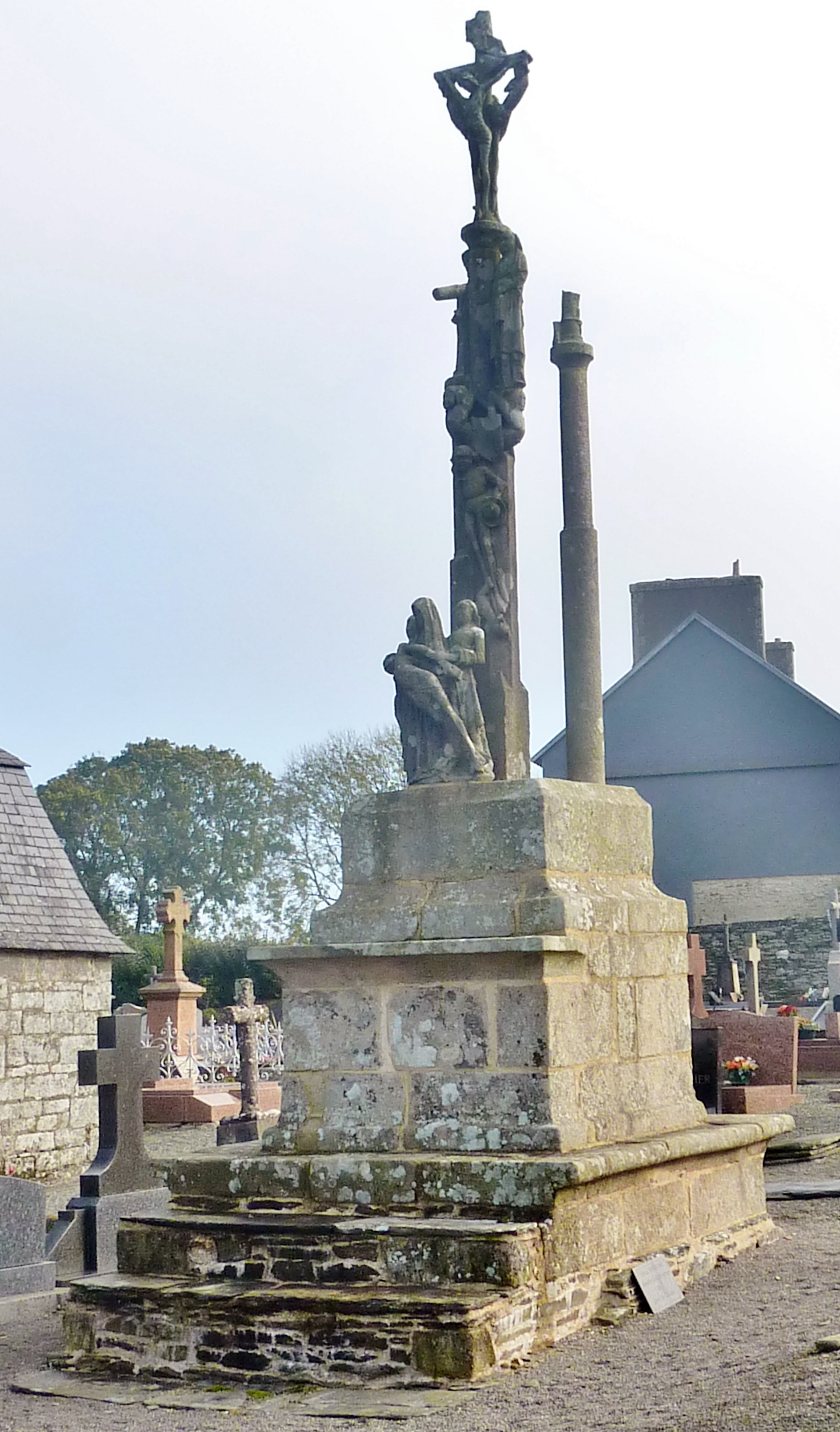
Le calvaire de Motreff (XVIe siècle).
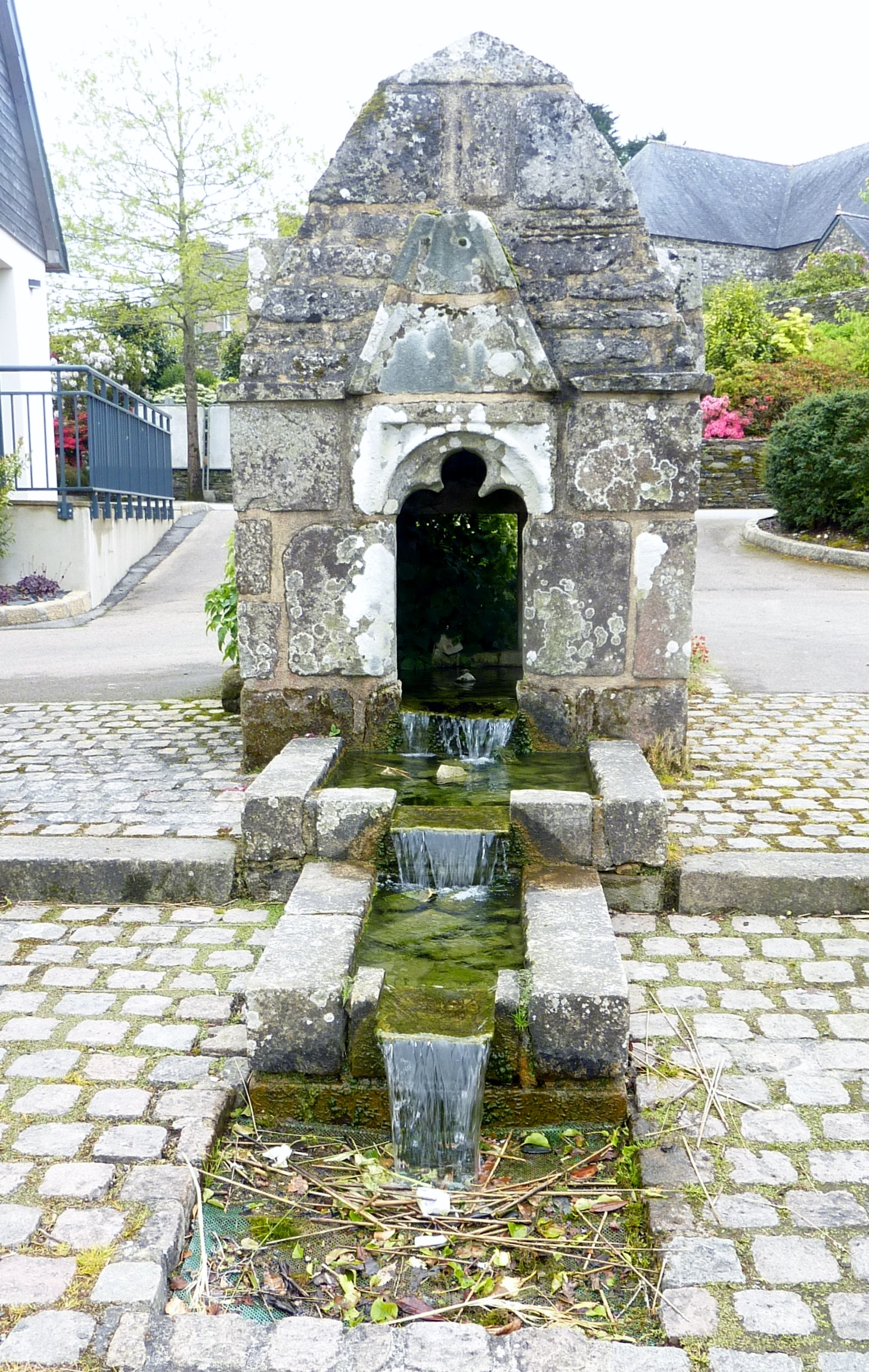
La fontaine Saint-Leuffroy.
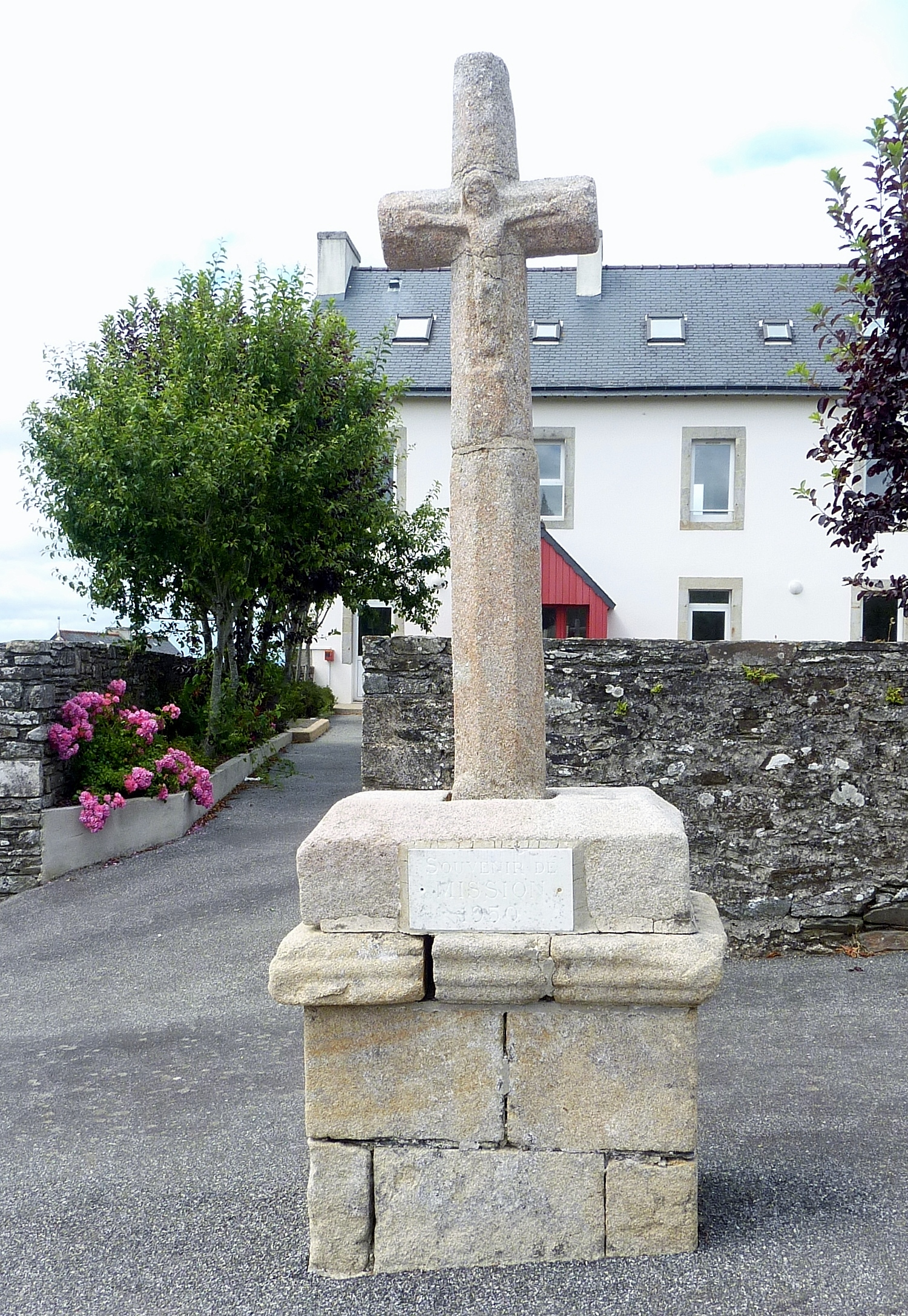
Croix du XVIe siècle avec une plaque « Souvenir de la mission de 1950 ».
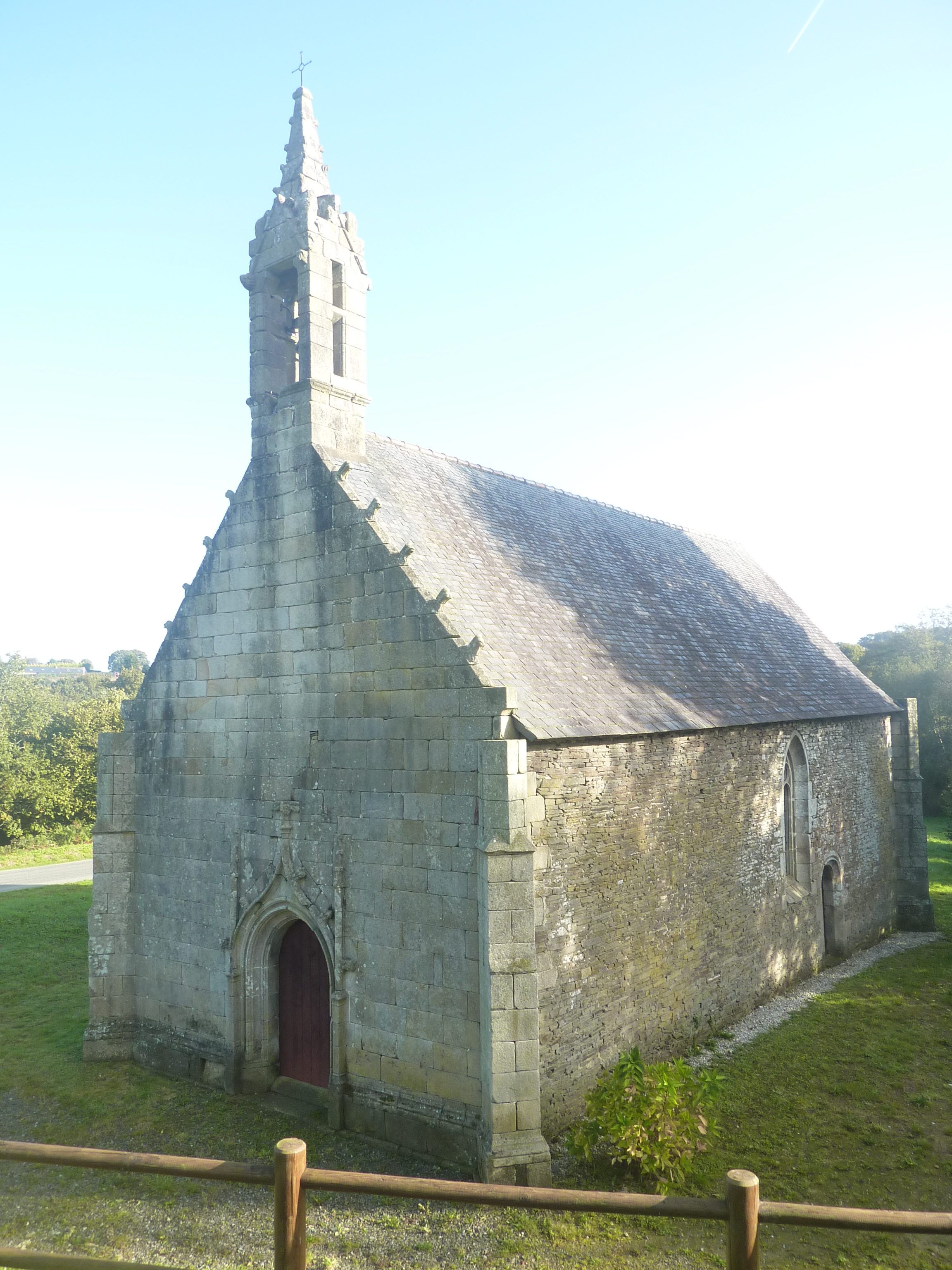
La chapelle Sainte-Brigitte (XVIe siècle).
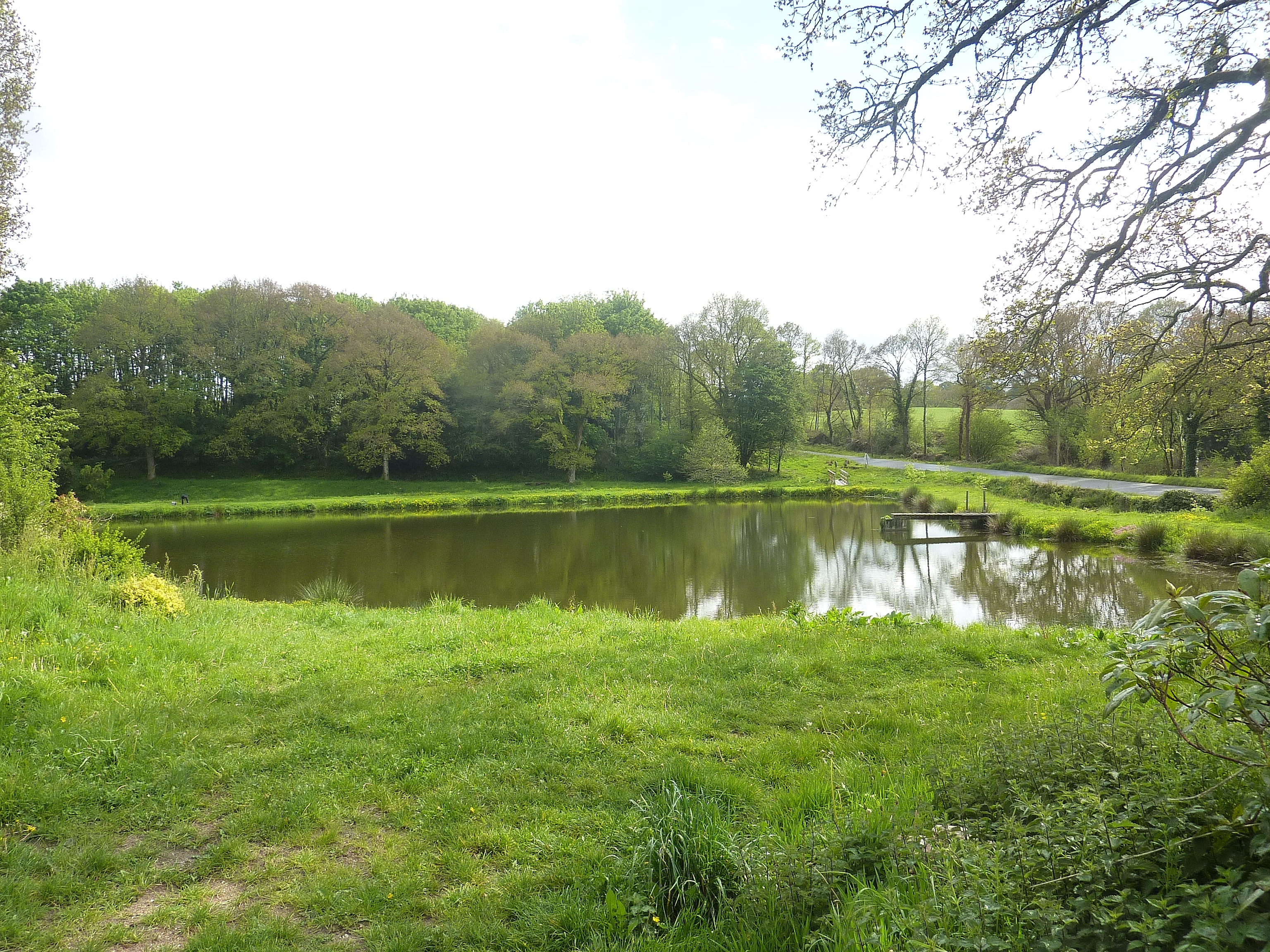
L'étang du Brugou (sur le ruisseau de Sterlenn) et sa zone de loisirs.

Au début du XXIe siècle, un réaménagement du centre-bourg a eu lieu pour le rendre attractif et des séries de logement ont été bâties dans le but d'attirer de nouveaux résidents.

### Personnalités liées à la commune
- Robert Haranquin, auteur d'un Dictionnaire breton resté manuscrit, mais que Grégoire de Tours dit avoir consulté, serait né à Motreff.
- Eugène Le Goff est un ancien coureur cycliste, né le 2 septembre 1909 à Motreff. Il a participé à 3 Tours de France.
- Josette Cornec (1886-1972), institutrice, militante syndicaliste et féministe, enseigna à Motreff de 1939 à sa mise en retraite, à la suite d'un déplacement d'office[110].
- Richard Ferrand, député, ancien ministre, ancien président de l'Assemblée nationale, président du Conseil constitutionnel, habite à Motreff.
- Marie-Josée Christien, poète et critique littéraire, a enseigné à l'école publique de Motreff dont elle était aussi directrice, de 1983 à 1989.